# Ujae
Ujae è un atollo dell'Oceano Pacifico.  Appartenente alle isole Ralik è amministrativamente una municipalità delle Isole Marshall. 
Ha una superficie di 1,86 km², una laguna di 186 km² ed ha 440 abitanti (1999).

## Popolazione
| Popolazione |      |      |      |      |      |      |  |  |  |
| Anno        | 1958 | 1967 | 1973 | 1980 | 1988 | 1999 |  |  |  |
| Abitanti    | 167  | 191  | 209  | 309  | 448  | 440  |  |  |  |
|             |      |      |      |      |      |      |  |  |  |